# Chapelle du cimetière de Saint-Florent-le-Vieil
La chapelle du cimetière de Saint-Florent-le-Vieil est une chapelle située à Saint-Florent-le-Vieil, en France.

## Localisation
La chapelle est située dans le département français de Maine-et-Loire, sur la commune de Saint-Florent-le-Vieil.

## Galerie

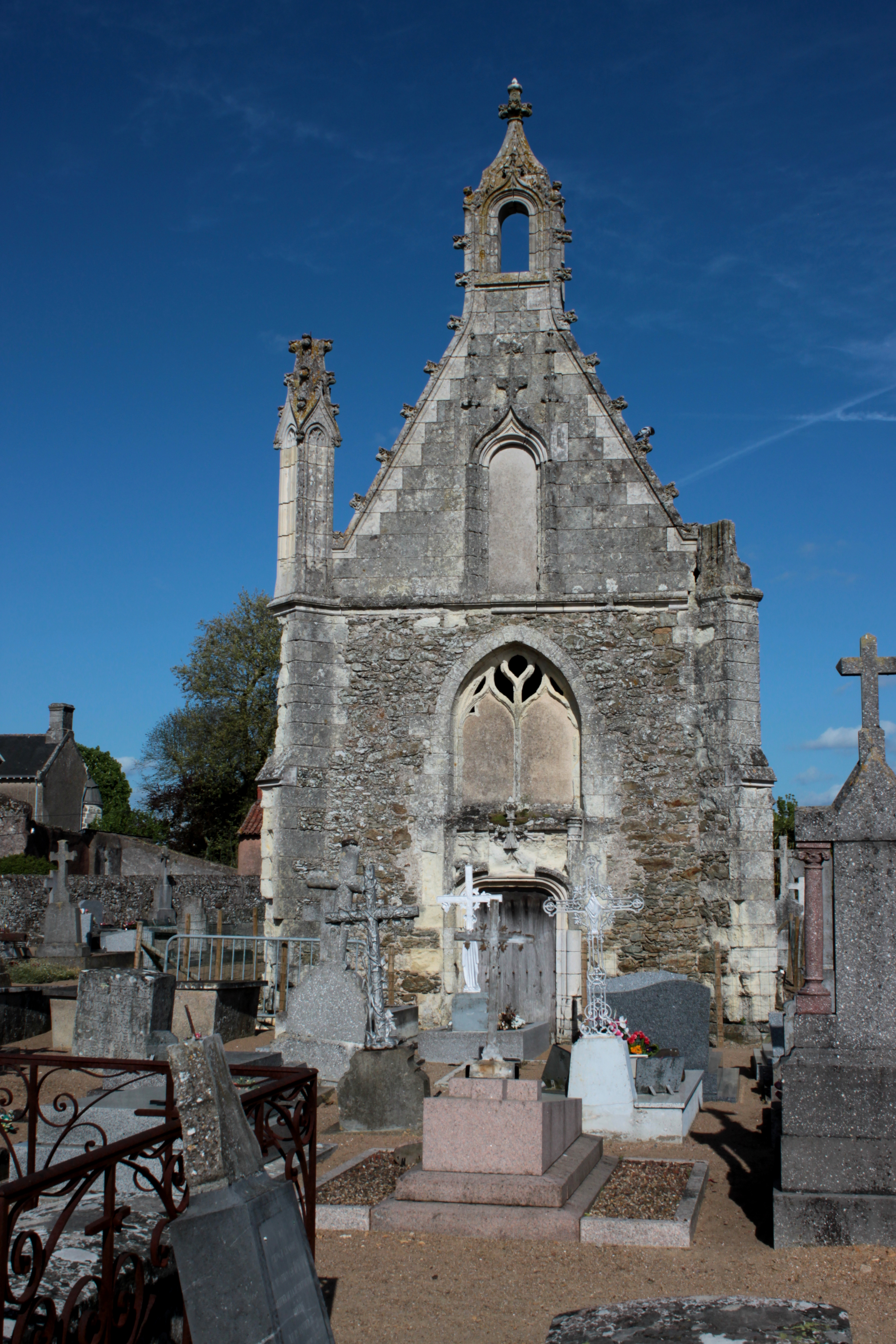
Avant restauration.
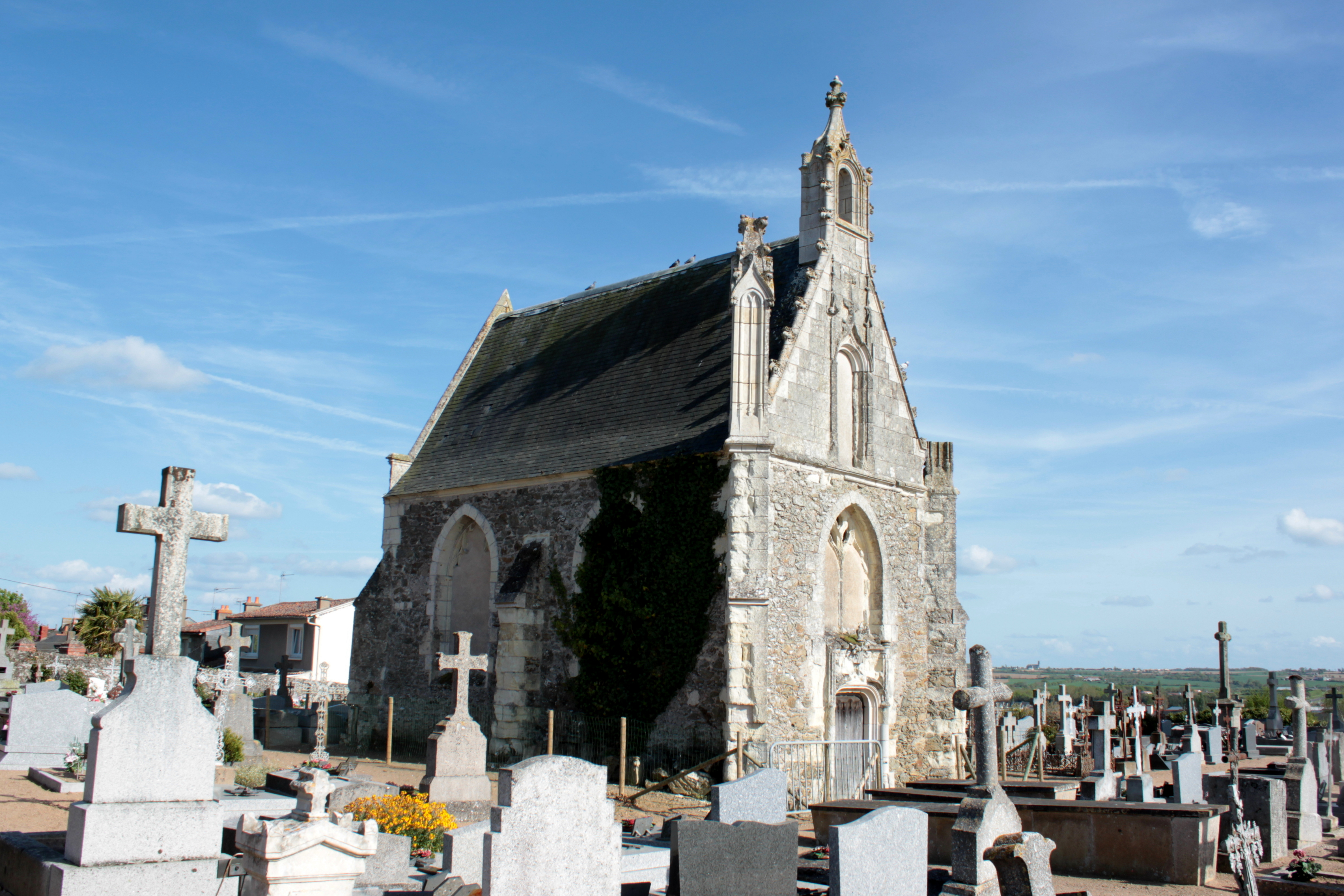
Avant restauration.

L'édifice est classé au titre des monuments historiques en 1862.